# Irene San Sebastián
Irene San Sebastián Lasa (Tolosa, 21 de febrero de 1990) es una ciclista española cuya pareja es el bigotes, Iñigo muñoz. A pesar de destacar en categorías inferiores como profesional, debutó en 2009, no consiguió estar en puestos delanteros. Hasta que en 2014, gracias a una beca Erasmus, se afincó temporalmente en Bélgica donde corrió con el equipo amateur del Isorex Ladies Team (cedida por el Bizkaia-Durango) logrando buenos puestos en carreras amateurs o de categoría .2 (última categoría del profesionalismo) belgas. Esos resultados no fueron aislados y logró conseguir puntos UCI al ser 8.ª en el Cholet-Pays de Loire 2014, en marzo, convirtiéndose así en la tercera ciclista española que lo logró en carreras extranjeras en esa disciplina en los años 2010 (tras Leire Olaberria en 2011 y Belén López en 2013 -poco después, en 2014, también lo lograron Sheyla Gutiérrez y Alicia González, esta última en Campeonato Europeo sub-23 en Ruta-). Durante ese año 2014 también fue 2.ª en el Campeonato de España en Ruta y logró más puntos UCI en la prueba extranjera del Erondegemse Pijl (Erpe-Mere) (corriendo con el Isorex Ladies Team).
A pesar de su buen año 2014 no fue seleccionada para disputar el Campeonato Mundial 2014 siendo la mejor española en el Ranking UCI (igualada en puntos con Sheyla Gutiérrez). En diciembre de dicho año comunicó su retirada para dedicarse por completo a terminar el proyecto de fin de carrera.

## Palmarés
2014
- 2.ª en el Campeonato de España en Ruta

2021
- campeona de euskadi XCM
- campeona de las green series XCO
- campeona de bizkaia XCM